# چویومپیرینی
چویومپیرینی (به اسپانیایی: Chullumpirini) یک کوه در پرو است که در منطقه پونو واقع شده‌است. چویومپیرینی ۵٬۰۰۰ متر بالاتر از سطح دریا واقع شده‌است.